# 4400 (televíziós sorozat, 2004)
A 4400 (eredeti cím: The 4400) egy amerikai sci-fi sorozat, amit Scott Peters és René Echevarria rendezett. Az első évadot a Viacom Productions és a Sky Television (később 2005-ben a Viacom Productions-t felvásárolta a Paramount Network Television), a második évadtól pedig a CBS Paramount Network Television gyártja. Magyarországon először a Cinemax adta le magyar nyelven mind a három évadot, 2007. január 24-től pedig a TV2 is műsorra tűzte.
2021-ben jelent meg a sorozat rebootja, azonos címmel, de egy évad után törölték a műsorról.

## Ismertető
A rejtélyesen eltűnt emberek egyszer csak egy fénygömbben – amit először üstökösnek gondolnak – rejtélyes körülmények közt visszatérnek a Highland Beach-en. Van közöttük, aki a múlt században, néhány évtizede vagy csak nemrégiben tűnt el. Egyik áldozat sem öregedett, és nem emlékeznek arra, mi történt velük, míg odavoltak. A kormány ügynökei nyomoznak ügyükben, miközben igyekeznek beilleszkedni a mostani világukba, ami van, akinek könnyebben, van akinek nehezebb megy.
A bevezető zenét "A Place in Time"-ot Robert Phillips és Tim Paruskewitz írta, és Amanda Abizaid adta elő.

## Szereplők

### Főszereplők
| Szerep           | Színész             | Magyar hang      |
| ---------------- | ------------------- | ---------------- |
| Tom Baldwin      | Joel Gretsch        | Viczián Ottó     |
| Diana Skouris    | Jacqueline McKenzie | Németh Borbála   |
| Richard Tyler    | Mahershala Ali      | Király Attila    |
| Lily Moore Tyler | Laura Allen         | Böhm Anita       |
| Shawn Farrell    | Patrick Flueger     | Hamvas Dániel    |
| Isabelle Tyler   | Megalyn Echikunwoke | Kiss Virág       |
| Maia Skouris     | Conchita Campbell   | N/A              |
| Nina Jarvis      | Samantha Ferris     | Kocsis Mariann   |
| Alana Mareva     | Karina Lombard      | Németh Kriszta   |
| Dennis Ryland    | Peter Coyote        | Rosta Sándor     |
| Jordan Collier   | Billy Campbell      | Galbenisz Tomasz |

### Mellékszereplők
| Szerep         | Színész                | Magyar hang                                   |
| -------------- | ---------------------- | --------------------------------------------- |
| Kyle Baldwin   | Chad Faust             | Gacsal Ádám (1. hang) Fekete Zoltán (2. hang) |
| Danny Farrell  | Kaj-Erik Eriksen       | Molnár Levente                                |
| Nikki Hudson   | Brooke Nevin           | Molnár Ilona                                  |
| April Skouris  | Natasha Gregson Wagner | Csondor Kata                                  |
| Kevin Burkhoff | Jeffrey Combs          | Czvetkó Sándor                                |
| Matthew Ross   | Garret Dillahunt       | N/A                                           |
| Marco Pacella  | Richard Kahan          | N/A                                           |

## Epizódok

### 1. évad
| #         | Eredeti (angol) cím | Magyar cím      | Amerikai premier   | Magyar vetítés   | Magyar vetítés | Magyar vetítés    |
| #         | Eredeti (angol) cím | Magyar cím      | Amerikai premier   | Cinemax          | Cinemax 2      | TV2               |
| --------- | --- | --------------- | ------------------ | ---------------- | -------------- | ----------------- |
| 1x01 1x02 | Pilot | Pilot           | 2004. július 11.   |                  |                | 2007. január 24.  |
| 1x01 1x02 | Pilot | Pilot           | 2004. július 11.   | 2007. január 31. |                |                   |
| 1x01 1x02 | Egy üstökös pályát vált a Föld felé, amikor már a légkörbe is belépett, a talaj felett hirtelen megáll és 4400 ember jön elő belőle, akik az utóbbi 60 évben tűntek el. Közülük senki sem emlékezett, hogy mit történt velük és nem öregedtek egy napot sem. |                 |                    |                  |                |                   |
| 1x03      | The New and Improved Carl Morrissey | Az új Morrissey | 2004. július 18.   |                  |                | 2007. február 7.  |
| 1x03      | Tom és Diana, Carl Morrissey után nyomoznak, aki egy "4400"-as. Carlnak a visszatérése után tökéletes lett a reflexe és az ereje is. Lily-t letartóztatják, mert megpróbálja megnézni a lányát. Diana hazaviszi Maia-t a karanténból.                        |                 |                    |                  |                |                   |
| 1x04      | Becoming | Átalakulás      | 2004. július 25.   |                  |                | 2007. február 14. |
| 1x04      | Tom és Diana egy Oliver Knox nevű 4400-as után nyomoz, akinek az a tulajdonsága van, hogy befolyásolni tudja, az emberek akaratát és megölet egy nőt. Egy lista napvilágot lát a 4400-asokról. Kyle felébred a kómából, amikor Shawn használja a képességét. |                 |                    |                  |                |                   |
| 1x05      | Trial By Fire | Tűzpróba        | 2004. augusztus 1. |                  |                | 2007. február 21. |
| 1x05      | Számos 4400-ast megölnek az anti-4400-as terroristák. Tom és Diana velük veszik fel a harcot. Kyle elkezd furcsán viselkedni és elkezdi megérteni, hogy mi is a baj vele.                                                                                    |                 |                    |                  |                |                   |
| 1x06      | White Light | Tiszta fény     | 2004. augusztus 8. |                  |                | 2007. február 28. |
| 1x06      | Tom és Diana kiszabadítja Kyle-t az NTAC karanténjából és elviszik a Highland Beach-re, Tom megtudja az igazságot, a 4400-ról, hogy hova vitték őket és mik a tervük velük.                                                                                  |                 |                    |                  |                |                   |

### 2. évad
| #         | Eredeti (angol) cím | Magyar cím               | Amerikai premier    | Magyar vetítés    | Magyar vetítés | Magyar vetítés    |
| #         | Eredeti (angol) cím | Magyar cím               | Amerikai premier    | Cinemax           | Cinemax 2      | TV2               |
| --------- | --- | ------------------------ | ------------------- | ----------------- | -------------- | ----------------- |
| 2x01 2x02 | Wake Up Call | Ébresztő 1.-2.           | 2005. június 5.     |                   |                | 2007. március 7.  |
| 2x01 2x02 | Wake Up Call | Ébresztő 1.-2.           | 2005. június 5.     | 2007. március 14. |                |                   |
| 2x01 2x02 | Tom és Diana egy pszichiátrián nyomoznak, mely kórházban egy skizofréniával küszködő 4400-as van, Tess Doerner. Richard-nak meg kell védenie a családját, amikor kiderül, hogy ő és Lily 4400-asok. |                          |                     |                   |                |                   |
| 2x03      | Voices Carry | A hangok ereje           | 2005. június 12.    |                   |                | 2007. március 21. |
| 2x03      | Egy visszatérő, telepatikus képességeit bevallva segítséget kér az NTAC-tól, de ahelyett, hogy segítséget kapna felhasználják Jordan Collier 4400 Központjában való nyomozáshoz. Kyle megpróbál beiratkozni a főiskolára, de ott elutasítják, mert az apja nem fizette be a tandíjat. Lily pénzt lop egy motel pénztárából. |                          |                     |                   |                |                   |
| 2x04      | Weight Of The World | A világ súlya            | 2005. június 19.    |                   |                | 2007. március 28. |
| 2x04      | Tom és Diana egy 4400-as után nyomoznak, aki eladja magát, mint egy tökéletes fogyókúrát, mivel a szervezetében egy különleges anyag termelődik. |                          |                     |                   |                |                   |
| 2x05      | Suffer The Children | Engedjétek a gyermekeket | 2005. június 26.    |                   |                | 2007. április 4.  |
| 2x05      | Tom és Diana egy 4400-as tanár után nyomoz, aki rosszul bánt a tanítványaival. |                          |                     |                   |                |                   |
| 2x06      | As Fate Would Have It | Akár a végzet            | 2005. július 10.    |                   |                | 2007. április 11. |
| 2x06      | Maia egy látomása szerint veszélybe kerül a 4400 Központ. |                          |                     |                   |                |                   |
| 2x07      | Life Interrupted | Félbeszakított élet      | 2005. július 17.    |                   |                | 2007. április 18. |
| 2x07      | Tom egy olyan világban találja magát, amiben nem történt meg 4400 ember eltűnése. |                          |                     |                   |                |                   |
| 2x08      | Carrier | A hordozó                | 2005. július 24.    |                   |                | 2007. április 25. |
| 2x08      | Egy visszatérőnek a képessége egy mozgó pestissé változtatta őt, ezáltal azt hiszi, hogy ő a következő Messiás. |                          |                     |                   |                |                   |
| 2x09      | Rebirth | Újjászületés             | 2005. július 31.    |                   |                | 2007. május 2.    |
| 2x09      | Tom és Diana egy 4400-as után nyomoznak, aki képes a magzatok rossz génjeit "megjavítani". |                          |                     |                   |                |                   |
| 2x10      | Hidden | A rejtekhely             | 2005. augusztus 7.  |                   |                | 2007. május 9.    |
| 2x10      | Az NTAC és Tom az idővel versenyeznek, mivel mind a ketten közel kerülnek Jordan Collier gyilkosához. |                          |                     |                   |                |                   |
| 2x11      | Lockdown | Lezárás                  | 2005. augusztus 14. |                   |                | 2007. május 16.   |
| 2x11      | Az NTAC központját rendkívüli vesztegzár alá helyezik, mikor egy 4400-as terrorista támadást intéz ellene. |                          |                     |                   |                |                   |
| 2x12      | The Fifth Page | Az ötödik oldal          | 2005. augusztus 21. |                   |                | 2007. május 23.   |
| 2x12      | Az egész világ 4400-asait megbetegítő vírus terjed, amint Tom és Diana elkezd nyomozni egy rémisztő összeesküvés közepébe találják magukat. |                          |                     |                   |                |                   |
| 2x13      | Mommy's Bosses | Mami főnökei             | 2005. augusztus 28. |                   |                | 2007. május 30.   |
| 2x13      | Tom és Diana megtalálja a vírus forrását – ami megváltoztatja eddigi életüket. |                          |                     |                   |                |                   |

### 3. évad
| #         | Eredeti (angol) cím | Magyar cím                 | Amerikai premier    | Magyar vetítés    | Magyar vetítés    | Magyar vetítés       |
| #         | Eredeti (angol) cím | Magyar cím                 | Amerikai premier    | Cinemax           | Cinemax 2         | TV2                  |
| --------- | --- | -------------------------- | ------------------- | ----------------- | ----------------- | -------------------- |
| 3x01 3x02 | The New World | Új világ                   | 2006. június 11.    | 2007. április 6.  | 2007. április 7.  | 2010. július 24.     |
| 3x01 3x02 | The New World | Új világ                   | 2006. június 11.    | 2007. április 6.  | 2007. április 7.  | 2010. július 31.     |
| 3x01 3x02 | Isabelle-ből percek alatt gyönyörű, húszéves, fiatal lány lett. Richardnak nem csak ezzel a ténnyel kell szembesülnie, hanem azzal is, hogy mindeközben feleségéből, Lilyből, hetvenöt éves asszonnyá változott, és egészségi állapota ezzel rohamosan gyengülni kezd. |                            |                     |                   |                   |                      |
| 3x03      | Being Tom Baldwin | Tom Baldwin kétszer        | 2006. június 18.    | 2007. április 13. | 2007. április 14. | 2010. augusztus 7.   |
| 3x03      | Diana meglepi otthonában a mit sem sejtő Tomot, hogy letartóztassa gyilkosságért. |                            |                     |                   |                   |                      |
| 3x04      | Gone (Part One) | Eltűntek 1                 | 2006. június 25.    | 2007. április 13. | 2007. április 14. | 2010. augusztus 7.   |
| 3x04      | Maiát felkeresi Sarah Ruthledge, aki azt állítja magáról, hogy ő Maia testvére, aki a kislány eltünése után született. |                            |                     |                   |                   |                      |
| 3x05      | Gone (Part Two) | Eltűntek 2                 | 2006. július 2.     | 2007. április 20. | 2007. április 21. | 2010. szeptember 4.  |
| 3x05      | Maia, és a többi 4400-as gyerek kétségbeesett küzdelme azért, hogy megszökjön Sarah karmai közül, kudarcot vall. |                            |                     |                   |                   |                      |
| 3x06      | Graduation Day | Záróvizsga                 | 2006. július 9.     | 2007. április 20. | 2007. április 21. | 2010. szeptember 11. |
| 3x06      | Tomot rossz álmok kísértik, amióta egyezségre lépett a jövővel Maia visszaszerzése érdekében, mivel a gyerekek visszatéréséért cserébe elvállalta, hogy megöli Isabelle-t.                                                                                             |                            |                     |                   |                   |                      |
| 3x07      | The Home Front | Hazai front                | 2006. július 16.    | 2007. április 27. | 2007. április 28. |                      |
| 3x07      | Tom és Diana majdnem letartóztatja a Dennis Ryland elleni gyilkossági kísérlet miatt körözött Gary Navarrót, akiről korábban kiderült, hogy a Nova Brigád tagja. |                            |                     |                   |                   |                      |
| 3x08      | Blink | Blink                      | 2006. július 23.    | 2007. április 27. | 2007. április 28. |                      |
| 3x08      | Új drog került piacra. Az NTAC nem tudja, miért őket hívták, ám ez hamar kiderül: az anyag tartalmazza a promicint. |                            |                     |                   |                   |                      |
| 3x09      | The Ballad of Kevin and Tess | Kevin és Tess balladája    | 2006. július 30.    | 2007. május 4.    | 2007. május 5.    |                      |
| 3x09      | Kevin eltűnt, így Diana elmondja Tomnak, hogy promicinnal lőtte magát. |                            |                     |                   |                   |                      |
| 3x10      | The Starzl Mutation | A Starzl mutáció           | 2006. augusztus 6.  | 2007. május 4.    | 2007. május 5.    |                      |
| 3x10      | Hullát találnak az erdőben, melynek halálát kizárólag 4400-as okozhatta. |                            |                     |                   |                   |                      |
| 3x11      | The Gospel According to Collier | Jordan Collier evangéliuma | 2006. augusztus 13. | 2007. május 11.   | 2007. május 12.   |                      |
| 3x11      | Shawn és Izabell esküvőjén egyszer csak feltűnik Collier |                            |                     |                   |                   |                      |
| 3x12      | Terrible Swift Sword | Cselszövések               | 2006. augusztus 20. | 2007. május 11.   | 2007. május 12.   |                      |
| 3x12      | Collier átveszi a központ irányítását, és kiszabadítja a Nova Brigád tagjait, hogy segítsenek neki. |                            |                     |                   |                   |                      |
| 3x13      | Fifty-Fifty | Fifti-fifti                | 2006. augusztus 27. | 2007. május 11.   | 2007. május 12.   |                      |
| 3x13      | Miután Collier elcsalta Rylend figyelmét a promicinről, és sikerült beállítani a csapatba Tesst, és Kevint, megszerzik az egész promicint. |                            |                     |                   |                   |                      |

### 4. évad
| #    | Eredeti (angol) cím | Magyar cím                  | Amerikai premier     | Magyar vetítés   | Magyar vetítés | Magyar vetítés |
| #    | Eredeti (angol) cím | Magyar cím                  | Amerikai premier     | Cinemax          | Cinemax 2      | TV2            |
| ---- | --- | --------------------------- | -------------------- | ---------------- | -------------- | -------------- |
| 4x01 | The Wrath of Graham | Graham dühe                 | 2007. június 17.     | 2008. április 7. |                |                |
| 4x01 | Egy Graham Holt nevű gimnazistát istenként kezd tisztelni mindenki a képessége miatt. |                             |                      |                  |                |                |
| 4x02 | Fear Itself | A félelem maga              | 2007. június 24.     |                  |                |                |
| 4x02 | Egy autista fiút apja promicinnel próbál meggyógyítani, de nem az történik amire számít. |                             |                      |                  |                |                |
| 4x03 | Audrey Parker Has Come And Gone | Audray Parker jött, és ment | 2007. július 1.      |                  |                |                |
| 4x03 | Shawn újra megnyitja a 4400 központot, Kyle pedig elfogadja a képességét. |                             |                      |                  |                |                |
| 4x04 | The Truth and Nothing But the Truth | Színtiszta igazság          | 2007. július 8.      |                  |                |                |
| 4x04 | Diana megtalálja Aprilt, Shawn elindul a választásokon, Isabelle és Kyle pedig megfejtik a kódolt szöveget. |                             |                      |                  |                |                |
| 4x05 | Try the Pie | A kóstoló                   | 2007. július 15.     |                  |                |                |
| 4x05 | Tom, Kyle-t és Isabelle-t követve rátalál Collier titkos városára. |                             |                      |                  |                |                |
| 4x06 | The Marked | A megjelölt                 | 2007. július 22.     |                  |                |                |
| 4x06 | Eltűnik egy eredeti 4400, akinek a képessége az, hogy filmeket készítve fed fel összeesküvéseket. |                             |                      |                  |                |                |
| 4x07 | Till We Have Built Our Jerusalem | Még felépítjük Jeruzsálemet | 2007. július 29.     |                  |                |                |
| 4x07 | Collier elfoglalja Seattle egy részét és megkezdi az Ígéret városának építését. |                             |                      |                  |                |                |
| 4x08 | No Exit | Nincs kiút                  | 2007. augusztus 5.   |                  |                |                |
| 4x08 | Néhányan NTAC-tól és pár 4400-as az NTAC épületében ébrednek, és közösen kell győzzenek egy halálos játékban. |                             |                      |                  |                |                |
| 4x09 | Daddy’s Little Girl | Papa kicsi lánya            | 2007. augusztus 12.  |                  |                |                |
| 4x09 | Richard újrakezdi az életét Isabelle-el. |                             |                      |                  |                |                |
| 4x10 | One of us | Egy közülünk                | 2007. augusztus 19.  |                  |                |                |
| 4x10 | Egy kormánybiztos érkezik az NTAC-hoz nem sokkal azután, hogy Tom furcsán kezdi érezni magát. |                             |                      |                  |                |                |
| 4x11 | Ghost in the Machine | Szellem a gépben            | 2007. augusztus 26.  |                  |                |                |
| 4x11 | Megan és Tom együtt tölti az éjszakát, de a férfit súlyos gondok gyötrik. Országszerte meghibásodnak a pénzkiadó automaták, majd a számítógépek is felmondják a szolgálatot. Az NTAC-nél Marco megpróbál magyarázatot találni a történtekre. Kiderül, hogy a meghibásodott gépek mindegyikénél Ubient-szoftvert használnak. Az Ubient pedig kapcsolatban állt Drew Imrothtal. Tom és Diana felkeresik Imrothot. A férfi tagadja, hogy egy globális összeesküvés részese lenne, és felajánlja segítségét, hogy elkapják az igazi bűnöst. Marco és Abigail az Imrothtól kapott leveleket elemzi. Rájönnek, hogy a férfi munkatársa felelős a számítógépes vírusért.                                          |                             |                      |                  |                |                |
| 4x12 | Tiny Machines | Apró gép                    | 2007. szeptember 9.  |                  |                |                |
| 4x12 | Diana és Meghan egyetértenek abban, hogy Tom egyike a megjelölt ügynököknek. Kanadába repülnek, hogy találkozzanak Curtis Peckkel. Meg akarják tudni, van-e mód arra, hogy segítsenek Tomnak. A központban sikerült tesztet készíteni, aminek segítségével kiderül, hogy kire milyen hatással van a promicin-belövés. Kevin letapogatja Danny agyát, és megállapítja, hogy túl fogja élni a belövést. Valóban, Danny káros következmények nélkül viseli a lövést. Shawnak sikerül kimenekítenie Kevint Promise Cityből. Tom és Jordan arról vitatkozik, vajon milyen jövő vár rájuk. Diana egy fűszerraktárnál találkozik Tommal, és lelövi a férfit.                                                      |                             |                      |                  |                |                |
| 4x13 | The Great Leap Forward | Nagy lépés előre            | 2007. szeptember 16. |                  |                |                |
| 4x13 | Diana elmondja Meghannak, hogy szerinte már nem tudják megmenteni Tomot. Diana végül polóniumot fecskendez a férfi gerincébe. Kezdetben nem történik semmi, majd a szívverése normalizálódik. Danny anyja megbetegszik. Kórházba szállítják, a mentős szerint fel kell készülnie a legrosszabbra. A mentős hirtelen rosszul lesz, majd az ügyeletes orvos és mások kezdenek köhögni, vérezni. Danny pánikba esik, megpróbál elmenekülni. Az NTAC szerint a vírus csak a kórházat fertőzte meg, ám kiderül tévedtek. Isabelle azt a feladatot kapja, hogy ölje meg Kyle Baldwint. Ő azonban visszakozik, és visszatér a Markedhez. Kiszabadítja Jordan Colliert és Tom Baldwint, azután belehal sérülésébe. |                             |                      |                  |                |                |

## Forgatás helyszíne
Habár sokan gondolhatják, hogy Seattle-ben forgatják a sorozatot, de valójában a kanadai Vancouver (Kanada közigazgatása) város és környéke szolgál a sorozat helyszínéül. Minden autónak hamis washingtoni rendszáma van, a 4400 Központ pedig valójában a Chan Központ, a Brit Columbiai Egyetem előadója. A Highland Beach helyszínéül, pedig nem más, mint a Capilano tó szolgált.
Egy kis utalás van a forgatás helyszínére a sorozat nyitó részében – a szüreti kocsinak a bevezető részben "Csodálatos Brit Columbia" rendszáma van, persze angolul.

### Galéria

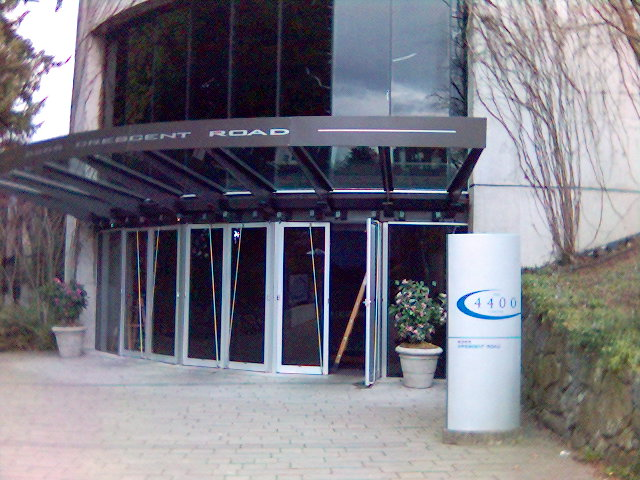
Chan Központ (4400 Központ)
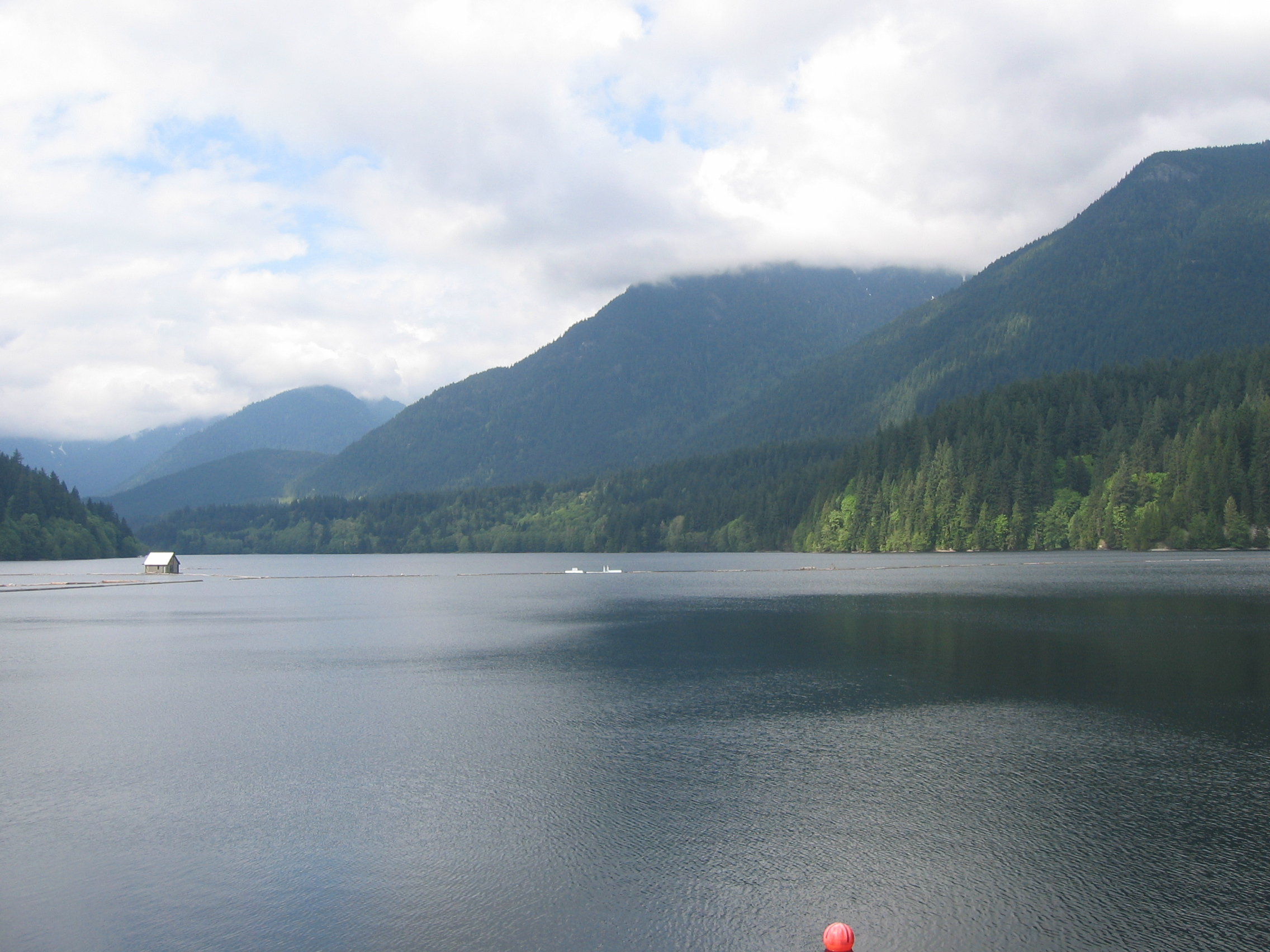
Capilano tó (Highland Beach)
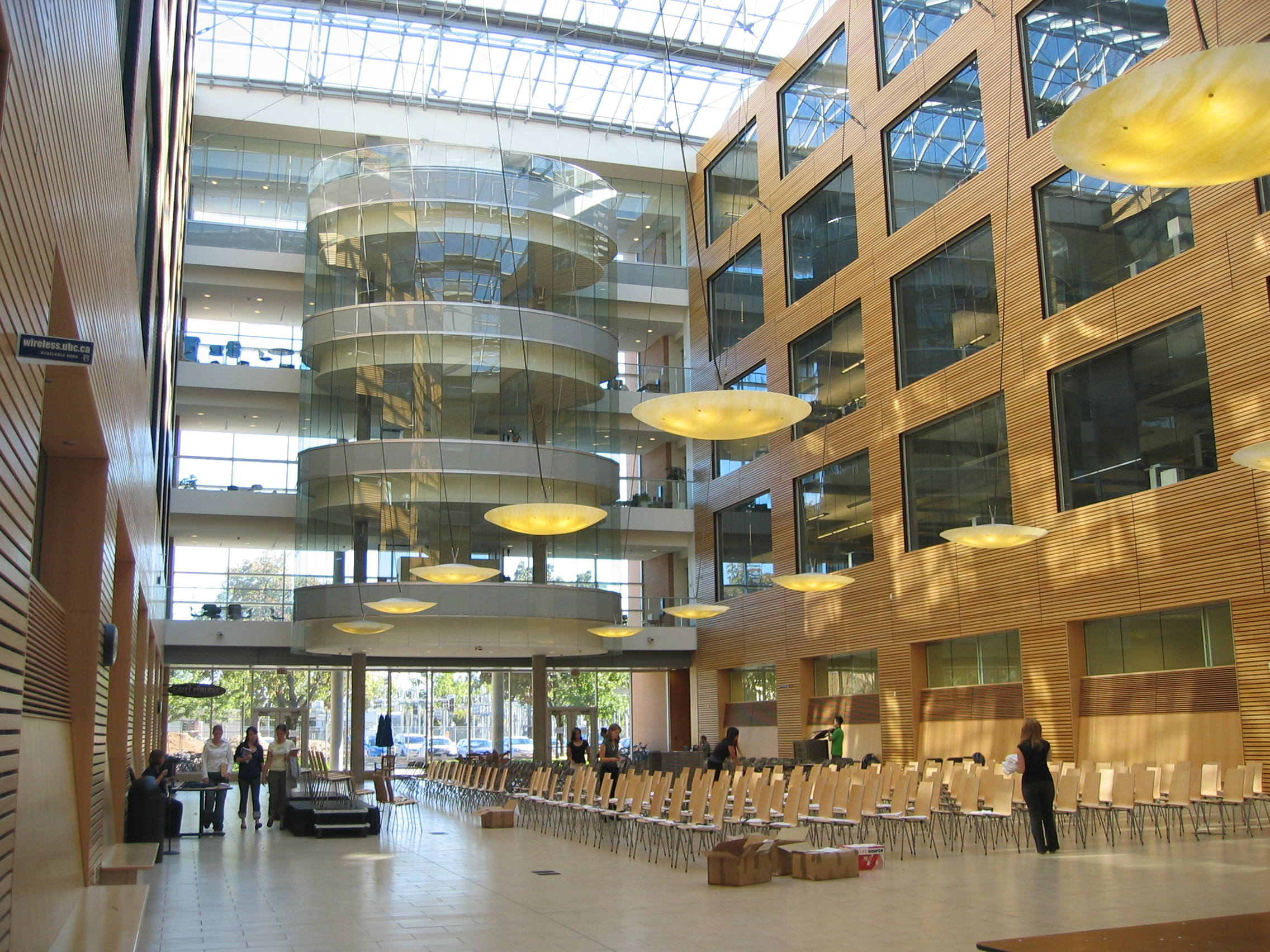
Brit Columbiai Egyetem Élettudományi Központ
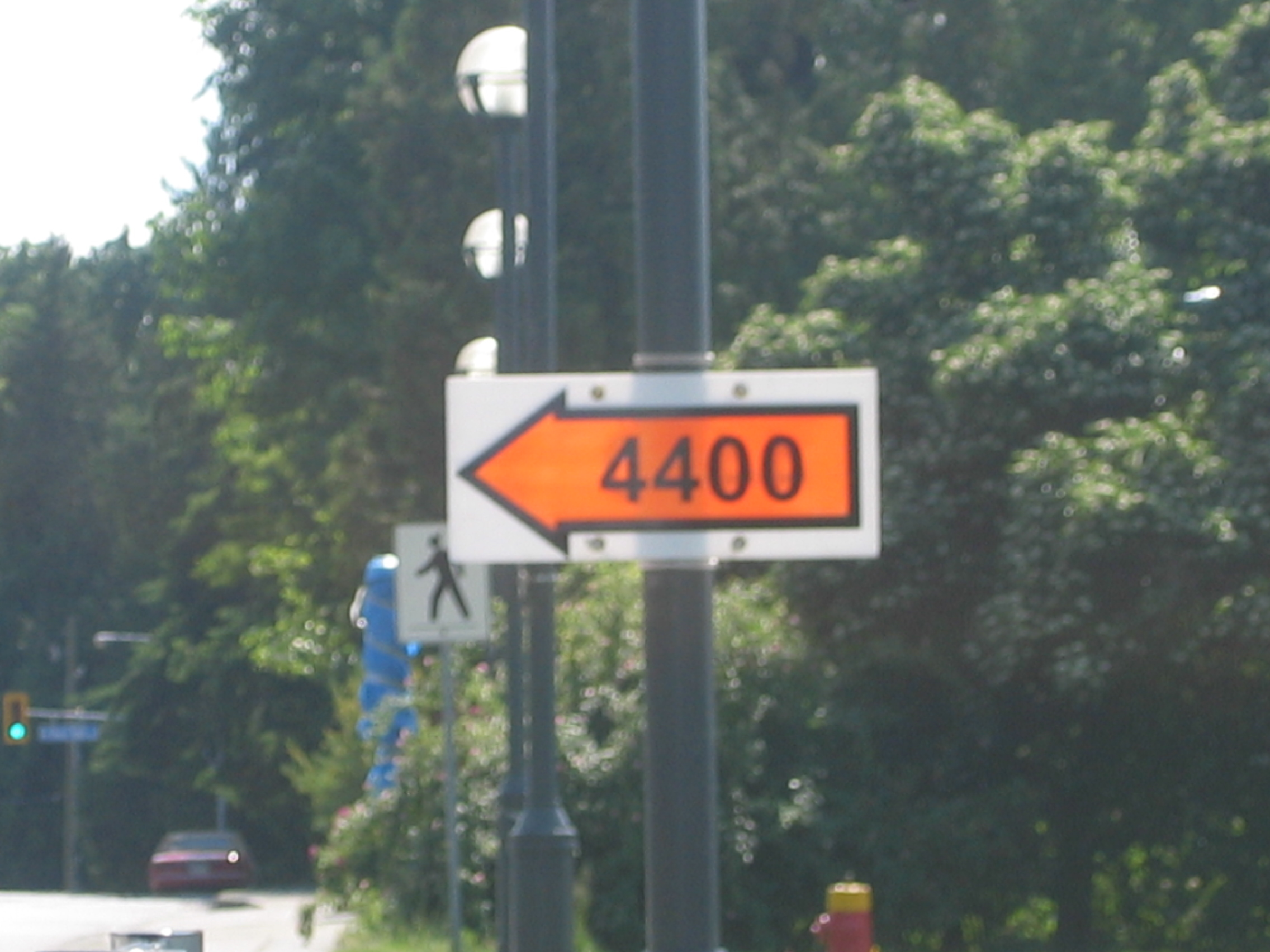
Irányjelző tábla a forgatás helyszínére

## DVD megjelenések
| | 1 | 6  | 2 | 2004. december 21. | 2005. január 10. | 2005. június 10. |
| A két lemez tartalmazza mind a 6 részét az első évadnak szélesvásznon. Nem tartalmaz extrákat.                                             |   |    |   |                    |                  |                  |
| | 2 | 13 | 4 | 2006. május 23.    | 2006. június 5.  | 2006. május 23.  |
| A négy lemez tartalmazza mind a 13 részét a második évadnak szélesvásznon. További extrákat tartalmaz, mint például a stáb kommentárjait.  |   |    |   |                    |                  |                  |
| | 3 | 13 | 4 | 2007. május 8.     | 2007. június 4.  | 2007. június 7.  |
| A négy lemez tartalmazza mind a 13 részét a harmadik évadnak szélesvásznon. További extrákat tartalmaz, mint például a stáb kommentárjait. |   |    |   |                    |                  |                  |

(Magyarország a 2-es régióhoz tartozik)